# Černý anděl
Černý anděl (Angelo nero) è un singolo della cantante ceca Gabriela Gunčíková, pubblicato nel 2013 dall'etichetta discografica Lewron Music Center. Il singolo anticipa il secondo album di Gabriela, Celkem jiná.